# Shockwave
Adobe Shockwave, früher Macromedia Shockwave ist ein Dateiformat, das in interaktiven oder multimedialen Anwendungen zum Einsatz kommt. Dazugehörige Anwendungen werden mit dem Autorensystem Adobe Director erstellt. Die von Director generierten .dcr-Dateien können mit dem Adobe Shockwave Player im Web oder am Desktop ausgeführt werden.
Adobe hat am 9. April 2019 den Support für Shockwave eingestellt und der zugehörige Player wird nicht länger zum Download bereitgestellt.
Auszug aus den Antworten in den Schluss-FAQs: „Das Beenden des Shockwave player für Windows ist der letzte Schritt in einem mehrjährigen Prozess: Adobe Director, ein Authoring-Tool für Shockwave-Inhalte, wurde am 1. Februar 2017 eingestellt und der Shockwave player für macOS wurde am 1. März 2017 eingestellt.“

## Merkmale
Shockwave-Dateien zeichnen sich durch eine hohe und vom Autor teilweise beeinflussbare Kompression aus. Das ist hilfreich, um auch umfangreiche Inhalte mit kurzer Ladezeit über das Internet verfügbar machen zu können. In Shockwave-Dateien können beispielsweise Sounds im MP3-Format oder in der MP3-Variante Shockwave Audio (.swa) kodiert und Bilder unter anderem als JPEGs komprimiert werden. Weitere Dateien und Inhalte können dynamisch nachgeladen werden (Streaming).

## Abgrenzung
Shockwave-Dateien können Adobe-Flash-Dateien enthalten und – abhängig von der Version – wiedergeben. Flash dagegen kann keine Shockwave-Inhalte wiedergeben.

## Geschichte
Ursprünglich hergestellt und bis 2006 vertrieben wurde es von Macromedia. Es enthält interaktive Inhalte, die mit Adobe Director erstellt wurden, und kann in einem Webbrowser mittels des kostenlosen Shockwave-Players abgespielt werden. Shockwave-Inhalte konnten und können ausschließlich mit der Entwicklungssoftware Adobe Director erzeugt werden.
Ein Vorteil von Shockwave gegenüber Flash war lange Zeit die Hardwarebeschleunigung von 3D-Inhalten, wodurch detaillierte Modelle in Echtzeit berechnet werden können. Seit Ende 2011 bietet jedoch auch Flash eine Hardwareunterstützung von 3D-Elementen („Stage 3D“).
Vor der Integration von ActionScript in Adobe Flash war Shockwave die einzige Möglichkeit, interaktive Inhalte anzubieten, da Flash anfangs nur für Animationen mit einfachen Steuerfunktionen ausgelegt war.

## Verfügbarkeit des dazugehörigen Players
Die aktuelle Version 12 des Shockwave-Players für Windows XP, Vista, 7 und 8 sowie OS X 10.7 und 10.8 konnte kostenlos bei Adobe heruntergeladen werden und ließ sich in Internet Explorer und Firefox (Windows) bzw. Safari (OS X) abspielen. Andere Browser bzw. neuere Windows- oder OS X bzw. macOS-Versionen werden nicht offiziell unterstützt. Im Gegensatz zu Flash steht kein Plug-in für Linux zur Verfügung. Für Apple-Rechner mit Intel-Prozessoren war lange Zeit kein Plug-in verfügbar, womit alle aktuellen Apple-Rechner ab Mitte 2006 nicht mehr direkt unterstützt wurden. Seit März 2008 (Version 11) werden Intel-Macs jedoch unterstützt.